# 劉令尹
劉令尹，字子木，山西大同人，明末清初政治人物，崇祯年间进士。

## 生平
崇祯九年丙子科舉人，十三年（1640年），登庚辰科进士，通政司观政，本年授山东安丘知县。清朝，起用廣東道監察御史，巡視北城河東。